# Vineyard, New South Wales
Vineyard este o suburbie în Sydney, Australia.